# Phil Defer
Pour l’article ayant un titre homophone, voir Fil de fer.
Phil Defer  est le huitième album de la série Lucky Luke, créé par Morris, sorti en 1956.
Le personnage s'inspire de l'acteur américain Jack Palance.

## Synopsis

### Lucky Luke et Phil Defer « le Faucheux »
À Bottleneck Gulch, le propriétaire de l'unique saloon, O'Sullivan, fait des affaires d'or. Mais un nouveau saloon, dirigé par O'Hara, venant lui faire concurrence, O'Sullivan décide de faire appel à un tueur professionnel, Phil Defer. Mais celui-ci croise le chemin de Lucky Luke, ami de O'Hara.

### Lucky Luke et Pilule
Lucky Luke raconte à ses amis sa rencontre avec un homme nommé "Pilule", qui n'avait rien d'un cow-boy, finit par être shérif et terreur des bandits à Smokey-Town.

## Contexte
L'allure de Phil Defer aurait été inspirée à Morris par le personnage de Jack Wilson dans le film Shane (L'homme des vallées perdues), réalisé par George Stevens en 1953 (un an avant la prépublication de la BD). Ce personnage de « méchant » — interprété par Jack Palance —, avec ses postures caractéristiques (jambes arquées, dos vouté), a beaucoup impressionné le dessinateur.

## Édition de l'album
Dans le scénario original de Morris, Lucky Luke, qui était encore alors un personnage relativement violent au langage pouvant être assez vulgaire, tuait Phil Defer. Mais, pour s'adapter à la loi française du 16 juillet 1949 sur les œuvres destinées à la jeunesse, l’éditeur Dupuis le fit modifier, Phil Defer devenant seulement blessé à l'épaule et ne pouvant plus se servir d'une arme. Ce phénomène de censure toucha par la suite plusieurs des premiers albums lors de leur rééditions, de nombreux lettrages étant modifiés pour en adoucir les propos.

## Adaptations
- Cet album a été adapté dans la série animée Lucky Luke, diffusée pour la première fois en 1984, et où le chien Rantanplan apparaît.
- Phil Defer apparaît dans le film Lucky Luke (2009) de James Huth et est interprété par Claudio Weppler.